# Apteria aphylla
Apteria aphylla é uma espécie de  planta do gênero Apteria e da família Burmanniaceae.

## Taxonomia
Os seguintes sinônimos já foram catalogados:  
- Apteria lilacina  (Miers) Miers
- Apteria ulei  Schltr.
- Lobelia aphylla  Nutt.
- Stemoptera lilacina  Miers

## Forma de vida
É uma espécie saprófita, terrícola e herbácea. Tem hábitos micoheterótrofos.

## Descrição
Ervas rizomatosas. Haste às vezes ramificada. Folhas lanceoladas ou ovadas, margem inteira, ápice agudo. Inflorescência cimosa; brácteas lanceoladas, ovadas ou triangulares, ápice agudo. Flores infundibuliformes ou campanuladas; tubo floral nu; lacínias externas ovadas ou triangulares, margem inteira, ápice agudo ou mucronado; lacínias internas ovadas ou oblongas, margem inteira, ápice agudo ou acuminado; ovário obovado ou elíptico, estigma em forma de funil ou ferradura. Fruto tipo cápsula rompente, elipsoide a globoso, deiscente por fissuras; sementes numerosas.

## Conservação
A espécie faz parte da Lista Vermelha das espécies ameaçadas do estado do Espírito Santo, no sudeste do Brasil. A lista foi publicada em 13 de junho de 2005 por intermédio do decreto estadual nº 1.499-R.

## Distribuição
A espécie é encontrada nos estados brasileiros de Acre, Alagoas, Amazonas, Bahia, Distrito Federal, Espírito Santo, Goiás, Minas Gerais, Mato Grosso, Pará, Paraíba , Pernambuco, Paraná, Rio de Janeiro, Roraima, Rio Grande do Sul, Santa Catarina, Sergipe e São Paulo.
A espécie é encontrada nos  domínios fitogeográficos de Floresta Amazônica, Caatinga, Cerrado, Mata Atlântica e Pampa, em regiões com vegetação de Campinarana, cerrado, mata ciliar, floresta de terra firme, floresta estacional semidecidual e floresta ombrófila pluvial.